# Károly Ferenczy
Pour les articles homonymes, voir Ferenczy.
Dans le nom hongrois Ferenczy Károly, le nom de famille précède le prénom, mais cet article utilise l’ordre habituel en français Károly Ferenczy, où le prénom précède le nom.
Károly Ferenczy ([ˈkaːɾoj], [ˈfɛɾɛntsi]), né le 8 février 1862 à Vienne et décédé le 18 mars 1917 à Budapest, est un peintre hongrois, actif à la colonie de Nagybánya. 

## Biographie
Károly Ferenczy est né le 8 février 1862 à  Vienne, alors dans l'Empire austro-hongrois, sous le nom de Carl Freund. Il est le fils d'Ida Graenzenstein et de l'officier de construction ferroviaire autrichien Karel Freund, qui a été anobli à Budapest. Son nom a alors été changé pour le hongrois, Ferenczy. 
Károly Ferenczy fréquente l'établissement d'enseignement pour garçons Friedrich Lähne à Ödenburg et commence des études de droit à Vienne, puis fréquente la faculté d'économie de l'Université de Vienne et se tourne ensuite vers l'art sur les conseils d'Olga von Fialka, sa cousine et future épouse. En 1885, il s'inscrit à l'Accademia di Belle Arti de Naples. L'année suivante, il s'installe à Munich et fréquente des artistes comme István Csók et Simon Hollósy. Il passe les années 1887 à 1889 à l'Académie Julian à Paris. Il est influencé par le peintre Jules Bastien-Lepage et crée ses premières peintures dans le style du naturalisme tardif français. 
Après une période naturaliste, Károly Ferenczy évolue vers un style plus décoratif, aux couleurs éclatantes, et, dans les années suivantes, participe à la fondation de la colonie d'artistes de Nagybánya à Szentendre et en devient une des figures principales. 
En 1906, ses œuvres sont exposées à Budapest. Károly Ferenczy est nommé professeur à l'Académie hongroise des Beaux-Arts et à partir de ce moment là, il ne passe plus que les mois d'été à Nagybánya. 
En 1900, il fait partie des artistes participant à l'Exposition universelle de Paris. 
En 1907, il est l'un des membres fondateurs de MIÉNK, l'association hongroise des impressionnistes et naturalistes. Il est considéré comme le "père de l'impressionnisme et du post-impressionnisme hongrois" et le "fondateur de la peinture hongroise moderne". Il est membre de la Société des artistes (Muvészhaz).
Ses peintures couvrent un vaste éventail de genres : portraits, nus, natures mortes, scènes urbaines... 
Le Musée national hongrois (Magyar Nemzeti Galéria) possède 51 de ses tableaux dans ses collections permanentes. 
En 1951, le musée Károly Ferenczy est créé à Szentendre, pour présenter ses œuvres de Károly Ferenczy ainsi que celles des autres artistes de la famille Ferenczy.  
En 1966, le musée national hongrois organise une exposition des artistes de la colonie (titre en anglais : The Art of Nagybánya. Centennial Exhibition in Celebration of the Artists' Colony in Nagybánya).
En novembre 2011, ce musée organise une rétrospective de Károly Ferenczy,.
Károly Ferenczy est le mari de la peintre Olga Fialka. Leurs enfants sont les artistes Valér Ferenczy et Béni Ferenczy, sculpteurs et la sœur jumelle de ce dernier, Noémi Ferency, artiste textile. Valér Ferenczy a écrit une biographie de son père en 1925, pour laquelle il a reçu le prix Baumgarten en 1935.

## Galerie

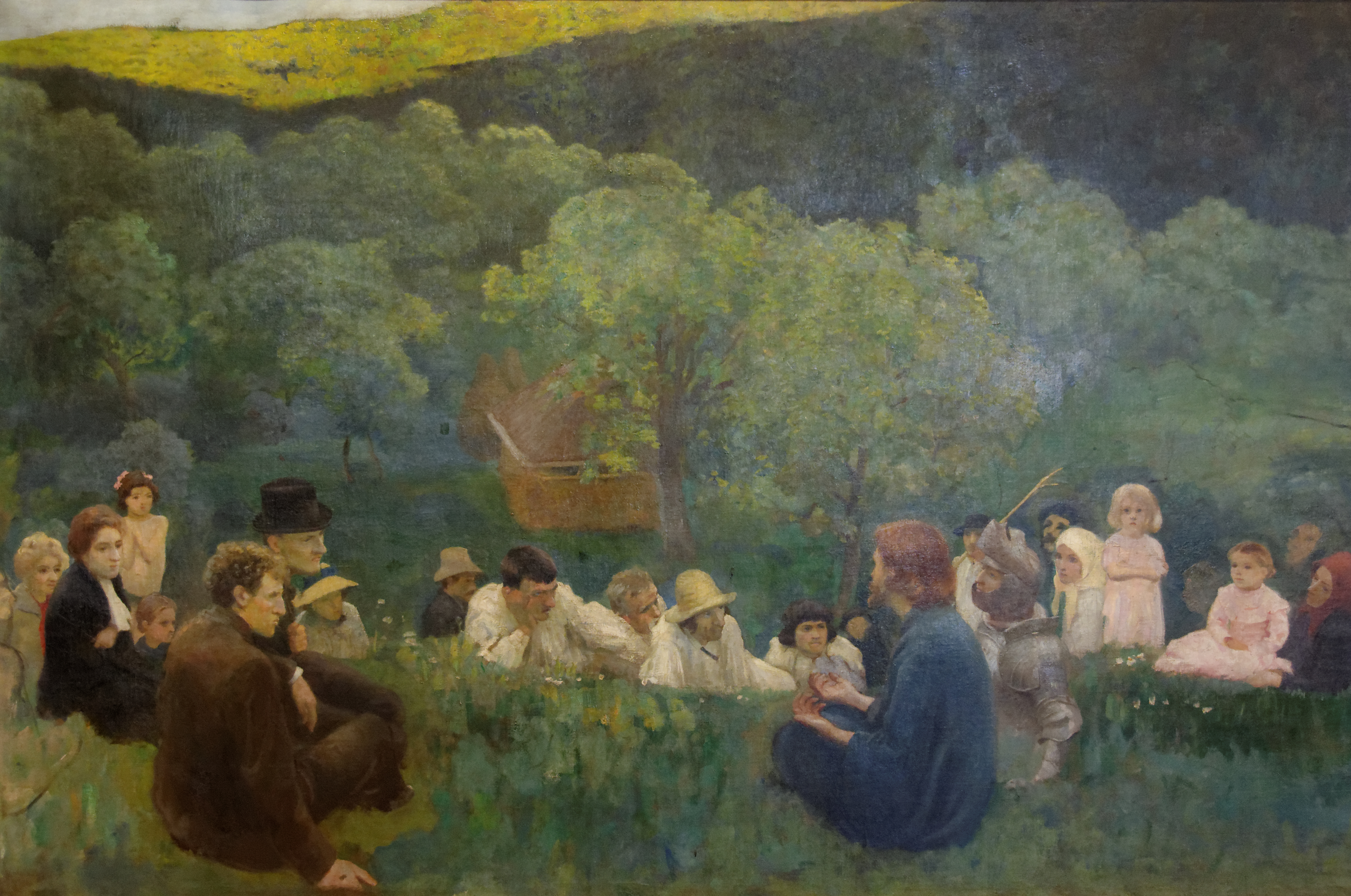
Le sermon sur la montagne (1896)
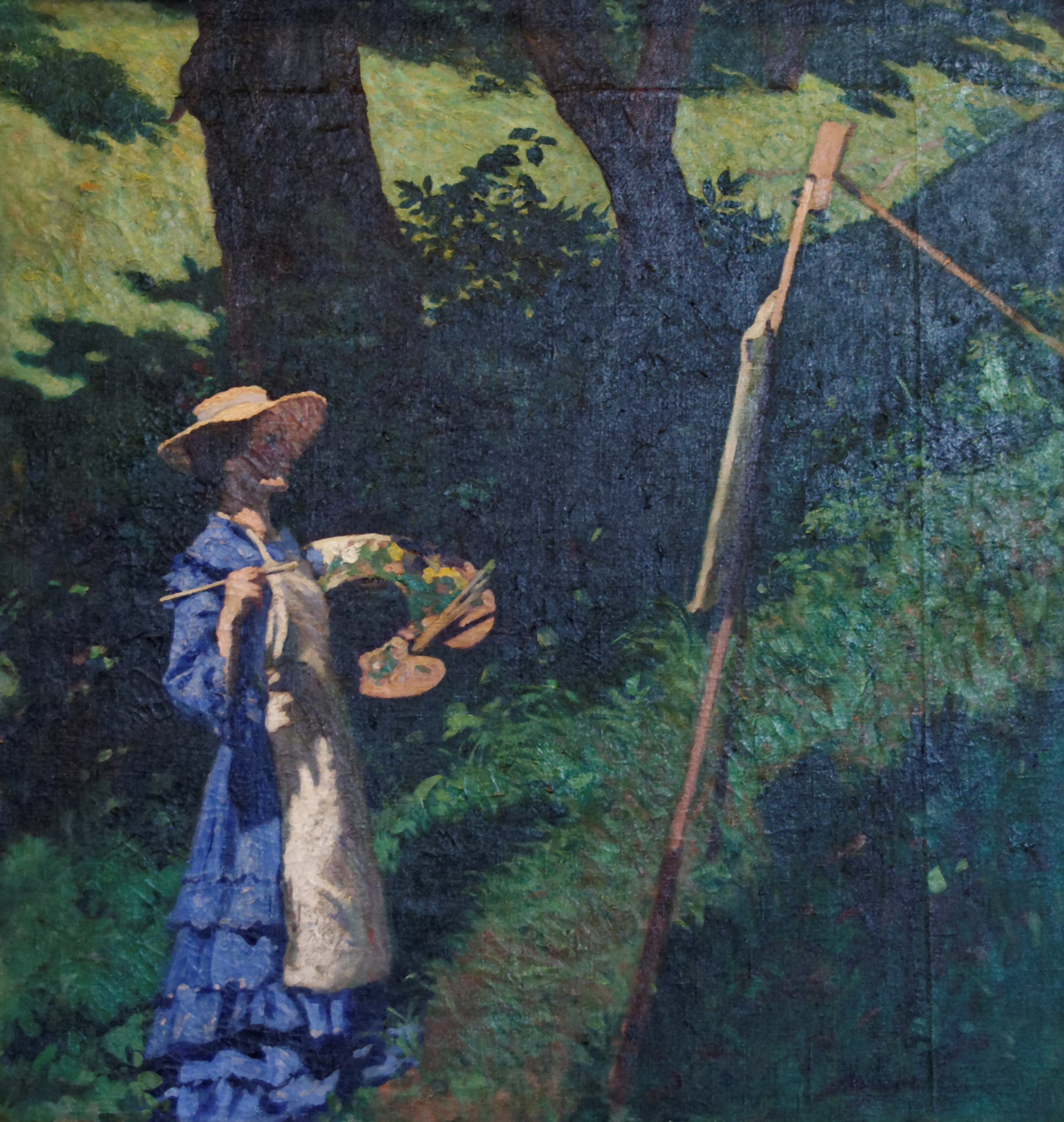
Le peintre (1903)
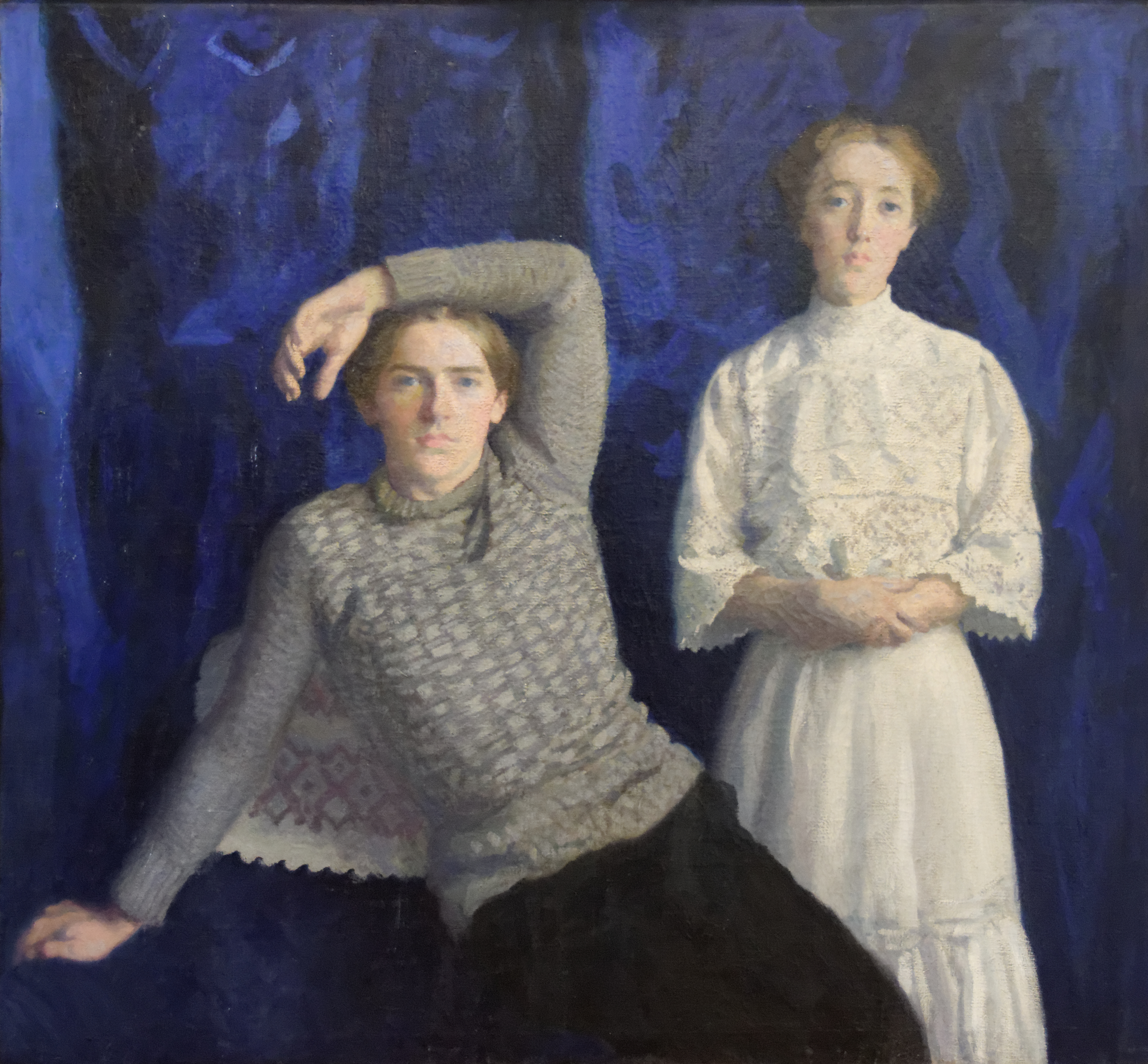
Béni et Noémi (1908)
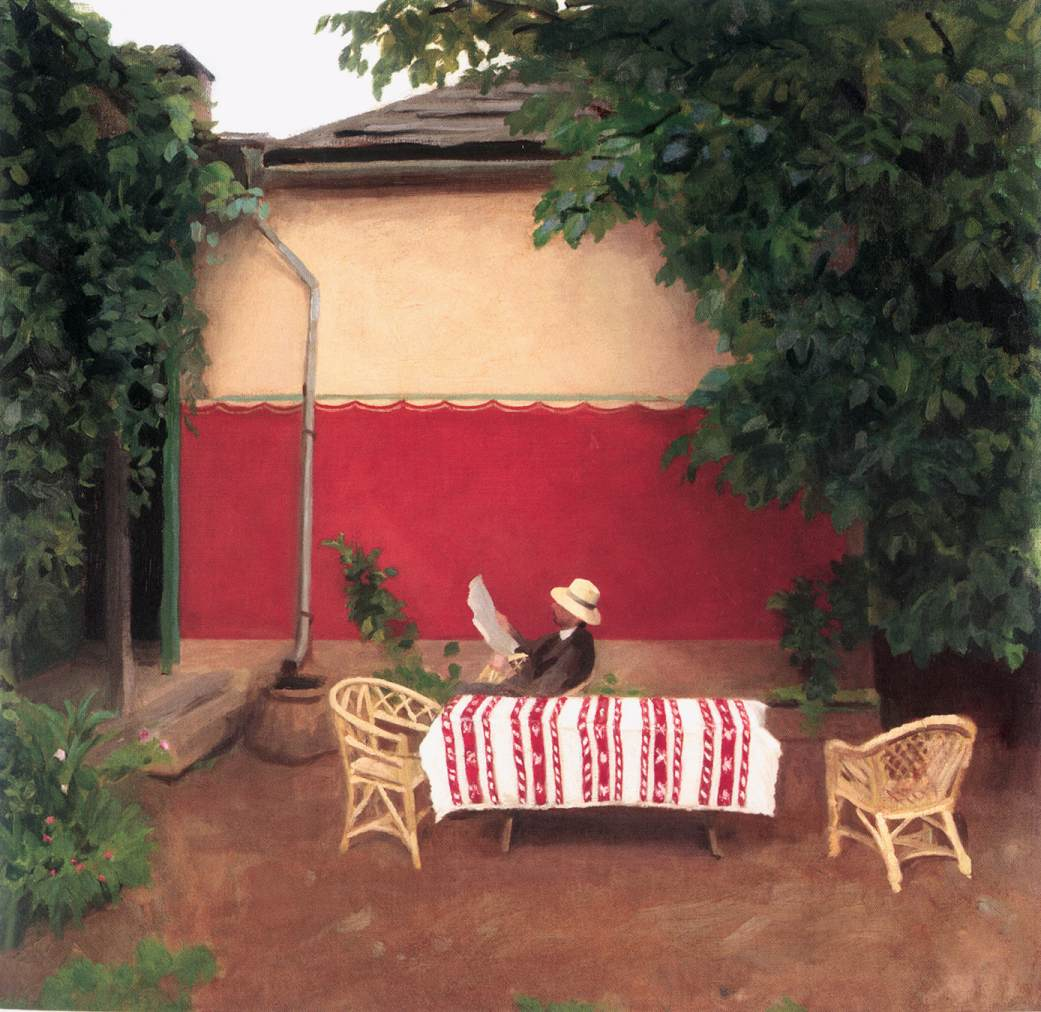
Mur rouge (1910)
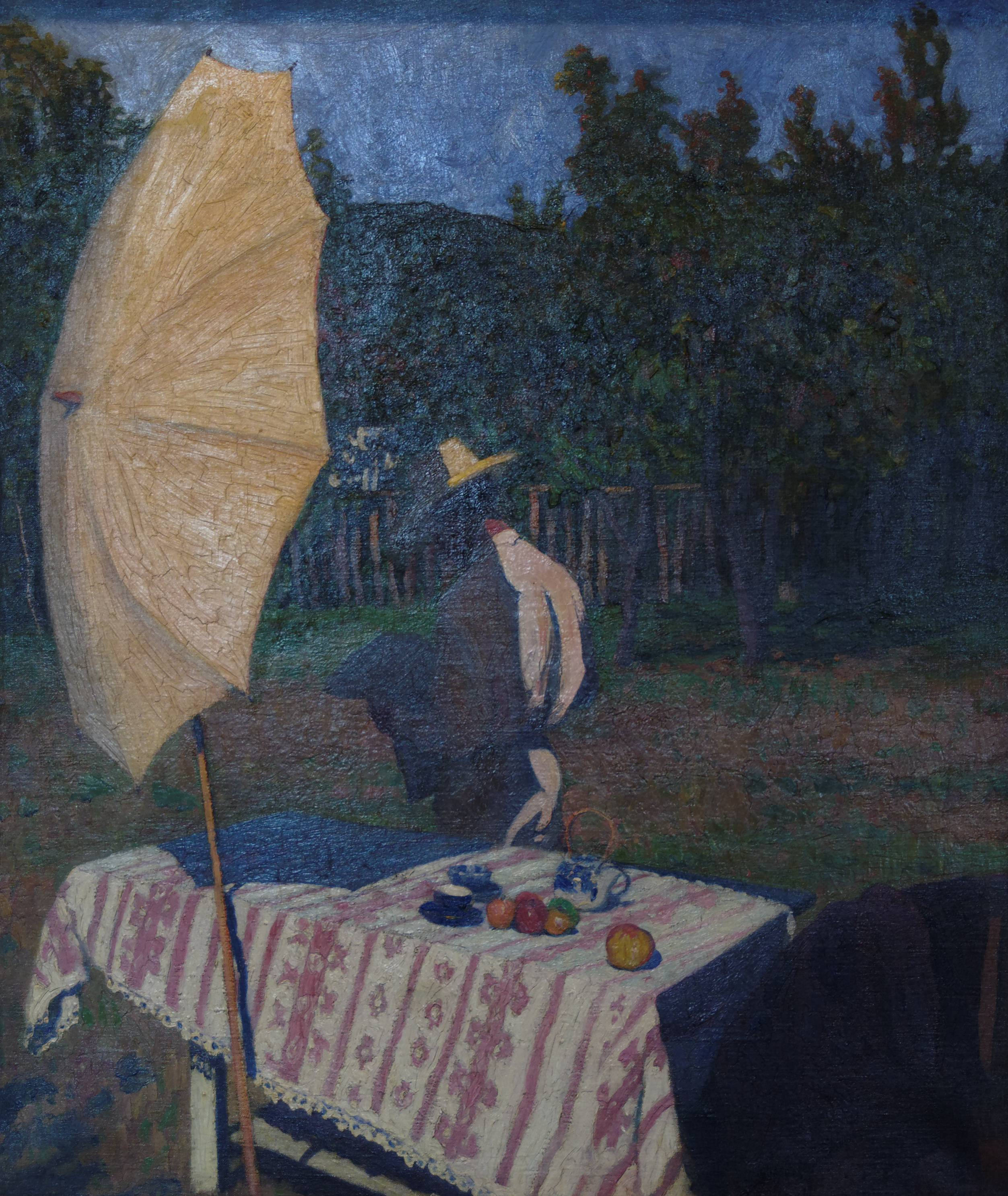
Octobre (1903)